# Euristhmus microceps
Euristhmus microceps és una espècie de peix de la família dels plotòsids i de l'ordre dels siluriformes.

## Hàbitat
És un peix marí, bentònic i de clima temperat.

## Distribució geogràfica
És un endemisme d'Austràlia.